# Xoridesopus heinrichi
Xoridesopus heinrichi är en stekelart som beskrevs av Gupta 1983. Xoridesopus heinrichi ingår i släktet Xoridesopus och familjen brokparasitsteklar. Inga underarter finns listade i Catalogue of Life.